# Discografia degli Static-X
La discografia degli Static-X, gruppo musicale industrial metal statunitense, è costituita da otto album in studio, un album dal vivo, una raccolta e oltre dieci singoli, pubblicati tra il 1999 e il 2023. Nel corso della loro carriera, il gruppo ha realizzato anche 15 video musicali.

## Album

### Album in studio
| Anno                                                                          | Titolo | Classifiche | Classifiche | Classifiche | Classifiche | Classifiche | Classifiche | Certificazioni |
| Anno                                                                          | Titolo | USA         | AUS         | AUT         | FRA         | GER         | UK          | Certificazioni |
| ----------------------------------------------------------------------------- | --- | ----------- | ----------- | ----------- | ----------- | ----------- | ----------- | -------------- |
| 1999                                                                          | Wisconsin Death Trip - Pubblicato: 23 marzo 1999 - Etichetta: Warner Bros. - Formati: CD, MC, LP, download digitale                   | 107         | —           | —           | —           | —           | —           | - USA: Platino |
| 2001                                                                          | Machine - Pubblicato: 22 maggio 2001 - Etichetta: Warner Bros. - Formati: CD, MC, download digitale                                   | 11          | —           | —           | —           | —           | 56          | - USA: Oro     |
| 2003                                                                          | Shadow Zone - Pubblicato: 7 ottobre 2003 - Etichetta: Warner Bros. - Formati: CD, CD+DVD, download digitale                           | 20          | 66          | —           | 110         | 79          | 113         |                |
| 2005                                                                          | Start a War - Pubblicato: 14 giugno 2005 - Etichetta: Warner Bros. - Formati: CD, CD+DVD, download digitale                           | 29          | —           | 55          | 135         | 88          | —           |                |
| 2007                                                                          | Cannibal - Pubblicato: 3 aprile 2007 - Etichetta: Reprise - Formati: CD, LP, download digitale                                        | 36          | 26          | 56          | 200         | —           | —           |                |
| 2009                                                                          | Cult of Static - Pubblicato: 17 marzo 2009 - Etichetta: Reprise - Formati: CD, LP, download digitale                                  | 16          | 33          | 80          | —           | —           | —           |                |
| 2020                                                                          | Project Regeneration Vol. 1 - Pubblicato: 10 luglio 2020 - Etichetta: Otsego Entertainment Group - Formati: CD, LP, download digitale | —           | —           | —           | —           | —           | —           |                |
| 2023                                                                          | Project Regeneration Vol. 2 - Pubblicato: 2023 - Etichetta: Otsego Entertainment Group - Formati: CD, LP, download digitale           | —           | —           | —           | —           | —           | —           |                |
| "—" indica una pubblicazione non classificata o non pubblicata in quel Paese. | |             |             |             |             |             |             |                |

### Album dal vivo
| Anno | Titolo |
| ---- | --- |
| 2008 | Cannibal Killers Live - Pubblicato: 7 ottobre 2008 - Etichetta: Reprise - Formati: DVD+CD, 2 DVD+CD, download digitale |

### Raccolte
| Anno | Titolo | Classifiche | Classifiche |
| Anno | Titolo | USA         | FRA         |
| ---- | --- | ----------- | ----------- |
| 2004 | Beneath... Between... Beyond... - Pubblicato: 20 luglio 2004 - Etichetta: Warner Bros. - Formati: CD, download digitale | 139         | 169         |

## Extended play
| Anno | Titolo                                                                                 |
| ---- | -------------------------------------------------------------------------------------- |
| 2000 | The Death Trip Continues... - Pubblicato: 2000 - Etichetta: Warner Bros. - Formati: CD |
| 2002 | Machine Vol. 1 No. 1 - Pubblicato: 2002 - Etichetta: Warner Bros. - Formati: CD        |

## Singoli
| 1999                                                                          | Push It         | 36 | 20 | —  | Wisconsin Death Trip        |
| 2000                                                                          | Love Dump       | —  | —  | —  | Wisconsin Death Trip        |
| 2001                                                                          | Black and White | —  | 35 | 65 | Machine                     |
| 2002                                                                          | Cold            | —  | 29 | —  | Machine                     |
| 2003                                                                          | Otsegolectric   | —  | —  | —  | Shadow Zone                 |
| 2003                                                                          | Destroy All     | —  | —  | —  | Shadow Zone                 |
| 2005                                                                          | I'm the One     | —  | 22 | —  | Start a War                 |
| 2007                                                                          | Cannibal        | —  | —  | —  | Cannibal                    |
| 2007                                                                          | Destroyer       | —  | 23 | —  | Cannibal                    |
| 2009                                                                          | Stingwray       | —  | —  | —  | Cult of Static              |
| 2020                                                                          | Hollow          | —  | —  | —  | Project Regeneration Vol. 1 |
| 2020                                                                          | All These Years | —  | —  | —  | Project Regeneration Vol. 1 |
| 2023                                                                          | Terrible Lie    | —  | —  | —  | Project Regeneration Vol. 2 |
| "—" indica una pubblicazione non classificata o non pubblicata in quel Paese. |                 |    |    |    |                             |

## Altri brani entrati in classifica
| Anno | Titolo          | Classifiche | Album di provenienza |
| Anno | Titolo          | US Main.    | Album di provenienza |
| ---- | --------------- | ----------- | -------------------- |
| 1999 | I'm with Stupid | 38          | Wisconsin Death Trip |
| 1999 | Bled for Days   | 36          | Wisconsin Death Trip |
| 2001 | This Is Not     | 36          | Machine              |
| 2003 | The Only        | 22          | Shadow Zone          |
| 2003 | So              | 37          | Shadow Zone          |
| 2005 | Dirthouse       | 25          | Star a War           |

## Videografia

### Album video
| Anno | Titolo |
| ---- | --- |
| 2001 | Where the Hell Are We and What Day Is It... This Is Static-X - Pubblicato: 2001 - Etichetta: Warner Bros. - Formati: DVD |
| 2008 | Cannibal Killers Live - Pubblicato: 7 ottobre 2008 - Etichetta: Reprise - Formati: DVD+CD, 2DVD+CD, download digitale    |

### Video musicali
| Anno | Titolo          | Regista/i            |
| ---- | --------------- | -------------------- |
| 1999 | Push It         | Mick Olszewski       |
| 2000 | I'm with Stupid | Dave Meyers          |
| 2000 | Bled for Days   | Mitch Sinoway        |
| 2001 | This Is Not     | Atom Rothlein        |
| 2001 | Black and White | Len Wiseman          |
| 2002 | Cold            | Nathan Cox, Joe Hahn |
| 2003 | The Only        | P. R. Brown          |
| 2003 | So              | Darren Lynn Bousman  |
| 2005 | I'm the One     | P. R. Brown          |
| 2006 | Dirthouse       | Nate Weaver          |
| 2007 | Destroyer       | The Butcher Brothers |
| 2007 | Cannibal        | Colin Greene         |
| 2009 | Stingwray       | Nathan Cox           |
| 2020 | Hollow          | Xer0                 |
| 2020 | All These Years | Xer0                 |